# 民主党 (韓国 1955-1965)
民主党（みんしゅとう）は、1955年～1965年の間に存在した韓国の政党である。第一共和国時代は野党、第二共和国時代は与党、第三共和国時代は野党として活動した保守政党である。

## 概要
1955年、自由党が強引に憲法の重任制限規定を撤廃した四捨五入改憲事件をきっかけに、民主国民党の保守派と自由党の脱党派、興士団等の反李承晩勢力が集まり、9月18日に創党された。
四月革命により第一共和国が崩壊した直後に行なわれた1960年7月29日の総選挙で大勝し､尹潽善大統領や張勉国務総理による第二共和国の与党となった。しかし、旧派と新派間の分党や党内分裂等で混乱し、1960年11月に民主党を脱党した旧派が新民党を結成する事態となった。翌1961年に発生した5・16軍事クーデター直後に軍事政権（国家再建最高会議）の命令によって解散された。
1963年1月1日を期して政治活動が解禁された後、7月18日に女性政治家の朴順天（パク・スンチョン）が総裁（党首）に就任して再建された。軍政から民政への移管の為、1963年10月に行なわれた大統領選挙では候補者を擁立できず、旧派系が擁立した尹潽善（民政党）を間接的に応援した。翌11月の総選挙では13議席を獲得し､野党第2党となった。64年9月に「国民の党」を吸収した後、1965年6月に野党第1党である民政党と統合して「民衆党」を発足させた。
現在李在明政権下で与党である共に民主党も複雑な離合集散を経ているものの、民主党の流れを受け継いでいる政党である。

## 主要党役員
創党当時
- 代表最高委員：申翼熙
- 最高委員：
  - 張勉
  - 趙炳玉
  - 郭尚勲
  - 白南薫
- 中央常委会議長：咸元慶
- 総務部長：洪翼杓
- 組織部長：玄錫虎（朝鮮語版）

## 綱領

### 政綱
1. 一切の独裁主義を排撃して、民主主義の発展を期する。
2. 公正な自由選挙による代議政治と内閣責任制の具現を期する。
3. 自由経済原則下で生産を増強し、社会正義に立脚した公正な分配をもって、健全な国民経済の発展を期し、特に農民・労働者その他勤労大衆の福利向上を期する。
4. 民族文化を育成して、文化交流を促進し世界文化の進展に貢献をすることを期する。
5. 国力の伸張と民主友邦の提携をもって国土統一と、国政正義の確立を期する。

### 政策（一部）
1. 護憲遵法精神の具現
2. 国民の基本的人権特に言論・出版・集会の自由保障
3. 選挙に対する官憲干渉の排除
4. 政党・社会・勤労団体および経済団体の官製化排撃
5. 行政刷新と人材登用
6. 公務員の生活及び身分保障とその政治化防止
7. 国民基本生活の保障
8. 農村協同組合運動の積極的助長
9. 農村負担の軽減、特に雑賦金廃止
10. 肥料等農村需要物資と営農資金の円滑な供給と適切な農産物価格の維持

## 選挙における党勢推移

### 大統領選挙
| 年月日        | 大統領選挙               | 候補者 |
| ------------- | ------------------------ | ------ |
| 1956年5月15日 | 1956年大韓民国大統領選挙 | 申翼熙 |
| 1960年3月15日 | 1960年大韓民国大統領選挙 | 趙炳玉 |

### 総選挙
| 年月日         | 総選挙      | 総選挙      | 議席数 （地域区+全国） | 得票率 |
| -------------- | ----------- | ----------- | ---------------------- | ------ |
| 1958年5月2日   | 第4代総選挙 | 第4代総選挙 | 76                     | 34.2％ |
| 1960年7月29日  | 第5代総選挙 | 民議院      | 175                    | 41.7％ |
| 1960年7月29日  | 第5代総選挙 | 参議院      | 31                     | 39.0％ |
| 1963年11月26日 | 第6代総選挙 | 第6代総選挙 | 13 （8+5）             | 13.6％ |

## 年表
- 1955年
  - 9月18日：民主国民党を中心に反李承晩勢力を結集した｢民主党｣が創党
- 1956年
  - 3月28日：党大会を開催、大統領候補に申翼熙、副大統領候補に張勉を指名
  - 5月5日：申翼熙大統領候補、選挙遊説のため移動中の列車内で急死
  - 5月15日：大統領選挙、民主党副大統領候補の張勉が副大統領に当選(大統領は自由党の李承晩)
- 1958年
  - 5月2日：第4代総選挙、民主党は79名が当選。改憲を阻止するための議席を単独で確保
- 1960年
  - 2月15日：病気治療のため、アメリカの陸軍病院に入院していた民主党大統領候補の趙炳玉が、急死
  - 3月15日：大統領選挙、与党自由党の李承晩（大統領候補）と李起鵬（副大統領候補）が当選
  - 4月27日：3・15不正選挙に対する学生・市民の批判が高まり、李承晩が大統領を辞任
  - 7月29日：第5代総選挙で、民主党が大勝（民議院：175議席）
  - 8月18日：国会で民主党新派の張勉が国務総理に指名される
  - 9月22日：民主党内の尹潽善大統領を中心とする旧派は分党を宣言、11月24日に｢新民党｣として政党登録
- 1961年
  - 2月20日：民主党と袂を分った旧派が新民党（委員長＝金度演、幹事長＝柳珍山）を結成
  - 5月16日：朴正熙少将をリーダーとした軍事クーデター（5・16軍事クーデター）が発生。同月23日に最高会議が公布
した第6号布告(全ての政党及び医療や学術、宗教団体を除いた社会団体の解散)で解散させられる
- 1963年
  - 7月18日：新派のみで結党大会を開催、民主党を再結成（党総裁＝朴順天）
  - 11月26日：第6代総選挙、13名（地方区8名/全国区5名）が当選
- 1964年
  - 9月17日：群小政党である「国民の党」（野党）を吸収
- 1965年
  - 5月3日：野党第一党の民政党と統合し、民衆党を結党することを宣言
  - 6月14日：民衆党結党大会を開催（代表最高委員＝朴順天）